# Stormy Weather (Band)
Stormy Weather ist eine Folkband aus Ansbach, die seit 1993 existiert.

## Geschichte
Die Band wurde 1993 von Andreas Jordan und Frank Albrecht gegründet. Mit zwei weiteren Bandmitgliedern (Norbert Imschloß und Martin Didion) trat Stormy Weather regelmäßig in Deutschland und Irland auf. Im September 1995 veröffentlichte sie ihre erste Platte At Alans, die insgesamt sechs Titel enthielt. Der Platte war mit Slainté eine Demoaufnahme aus dem Jahre 1994 vorausgegangen. Ab diesem Zeitpunkt entwickelte sich ein ständiger Kern in der Besetzung, der aus dem Gründungsmitglied Jordan und Norbert Imschloß besteht. Die weitere Besetzung schwankt nach wie vor stark, zeitweilig ist die Anzahl der Bandmitglieder zweistellig.
Die Verteilung der Instrumente stellte sich bei Stormy Weather als ungewöhnlich heraus, da bei ihren Auftritten meist zwei Akkordeons, Trompete, Gitarre und Bodhran zum Einsatz kamen. Die gesangliche Einlage erfolgt nicht nur von Imschloß und Jordan, sondern im Regelfall von weiteren Bandmitgliedern. Im Laufe der Konzerte der Band in den 1990er Jahren wurde ein Musikvideo erstellt, das sich aus Live-Mitschnitten zusammensetzt. Es erschien im Januar 1997 unter dem Titel live und in Farbe. Im Spätsommer desselben Jahres wandte sich Stormy Weather an Allan Aho, um eine weitere CD aufzunehmen. Sie wurde ab April 1998 unter dem Namen Seabeams in den Handel gebracht.
Die nächste Produktion wurde von Pete Mayhew geleitet und aufgenommen. Auf der Platte Make you smile finden sich verschiedenste Musikrichtungen wieder, die von Folk und Rockmusik über Pop bis hin zu Celtic und Latin reicht. Zwei Titel dieser CD belegten beim Indie International Songwriter Wettbewerb in Seattle (USA) Top-Ten-Ränge: Urban Dream im Spring/Summer Contest 2010 und Wind of Fairy beim Spring Contest 2013. Dafür wurde jeweils eine „Honorable Mention“ verliehen.
Zum 20-jährigen Bestehen legte Stormy Weather den in den 1990er Jahren entstandenen Konzert/Musikfilm digital überarbeitet unter dem Titel Stormy Weather at the Movies – live, coloured & unplugged als DVD neu auf.
Seit Januar 2019 veranstalten Norbert Imschloß und Andreas Jordan wöchentlich After Work Konzerte, bei denen neues Material entsteht. Unter dem Projektnamen „Kissel“ wurden noch im selben Jahr drei CDs mit einer Songauswahl der Konzertschnitte veröffentlicht, denen von April bis September 2020 neun weitere folgten. Parallel dazu wurden die beiden Stormy-Weather-CDs 1996 und We had all the fun veröffentlicht. Seither erscheinen regelmäßig Mitschnitte der Konzerte. Seit 2022 auch unter dem Titel „Tuesday Songs“.

## Diskografie
Studioalben
- 1994: Slainté (MC, Eigenverlag)
- 1995: At Allan's (Album, Aho Records/Jack Rabbit)
- 1998: Seabeams (Album, Aho Records/Jack Rabbit)
- 2004: Make you Smile (Album, Intraton Musikverlag)[1]
- 2020: 1996 (Album, Jordan-Kissel Music)
- 2020: We had all the fun (Album, Jordan-Kissel Music)
- 2022: JRDN - Knights Town Coffee (Album, Jordan-Kissel Music)
- 2023: Against all Ages (Album, MusicHub/Andreas Jordan)
- 2024: Somewhere in the Past (Album, MusicHub/Andreas Jordan)
- 2025: Los Demos 1 (Album, MusicHub/Andreas Jordan)
- 2025: Los Demos 2 (Album, MusicHub/Andreas Jordan)
- 2025: 7:30 AM (Album, MusicHub/Andreas Jordan)

Livealben
- 2019: Kissel – Jordan's Songs, After Work Concerts, Volume 1 (Album, Jordan-Kissel Music/Feiyr)
- 2019: Kissel – Jordan's Songs, After Work Concerts, Volume 2 (Album, Jordan-Kissel Music/Feiyr)
- 2019: Kissel – Jordan's Songs, After Work Concerts, Volume 3 (Album, Jordan-Kissel Music/Feiyr)
- 2020: Kissel – Jordan's Songs, After Work Concerts, Volume 4 (Album, Jordan-Kissel Music/Feiyr)
- 2020: Kissel – Jordan Solo, live at the Hürner Hotel (Album, Jordan-Kissel Music/Feiyr)
- 2020: Kissel – Jordan's Songs, After Work Concerts, Volume 6 (Album, Jordan-Kissel Music/Feiyr)
- 2020: Kissel – Jordan's Songs, After Work Concerts, Volume 7 (Album, Jordan-Kissel Music/Feiyr)
- 2020: Kissel – Jordan's Songs, After Work Concerts, Volume 8 (Album, Jordan-Kissel Music/Feiyr)
- 2020: Kissel – Jordan's Songs, After Work Concerts, Volume 9 (Album, Jordan-Kissel Music/Feiyr)
- 2020: Kissel – Jordan's Songs, After Work Concerts, Volume 10 (Album, Jordan-Kissel Music/Feiyr)
- 2020: Kissel – Jordan's Songs, After Work Concerts, Volume 11 (Album, Jordan-Kissel Music/Feiyr)
- 2020: Kissel – Jordan's Songs, After Work Concerts, Volume 12 (Album, Jordan-Kissel Music/Feiyr)
- 2021: Kissel – Jordan's Songs, After Work Concerts, En Español (Album, Jordan-Kissel Music/Feiyr)
- 2021: Kissel – Jordan's Songs, After Work Concerts, Volume 14 (Album, Jordan-Kissel Music/Feiyr)
- 2022: Kissel – Jordan's Songs, After Work Concerts, Volume 15 (Album, Jordan-Kissel Music/Feiyr)
- 2022: Tuesday Songs – In a Rabbit Summer (Album, MusicHub/Andreas Jordan)
- 2022: Tuesday Songs – Martin & Me (Album, MusicHub/Andreas Jordan)
- 2022: Tuesday Songs – Fishermen & Mermaids (Album, MusicHub/Andreas Jordan)
- 2022: Tuesday Songs – On a foggy Evening (Album, MusicHub/Andreas Jordan)
- 2022: Kissel – Jordan's Songs, After Work Concerts, Volume 16 (Album, Jordan-Kissel Music/Feiyr)
- 2022: Kissel – Jordan's Songs, After Work Concerts, Volume 17 (Album, Jordan-Kissel Music/Feiyr)
- 2022: Kissel – Jordan's Songs, After Work Concerts, Volume 18 (Album, Jordan-Kissel Music/Feiyr)
- 2022: Tuesday Songs – Cold Feet and Hot Air (Album, MusicHub/Andreas Jordan)
- 2022: Kissel – Jordan's Songs, After Work Concerts, Volume 19 (Album, Jordan-Kissel Music/Feiyr)
- 2022: Kissel – Jordan's Songs, After Work Concerts, Volume 20 (Album, Jordan-Kissel Music/Feiyr)
- 2023: Tuesday Songs – Girls and Dreams (Album, MusicHub/Andreas Jordan)
- 2023: Kissel – Jordan's Songs, After Work Concerts, Volume 21 (Album, Jordan-Kissel Music/Feiyr)
- 2023: Tuesday Songs – Old Melodies & New Shoes (Album, MusicHub/Andreas Jordan)

Kompilationen
- 2000: Ansc(r)avallo Pancake Records[2]
- 2002: Lieder, Songs & Chansons 2003 Intraton Musikverlag
- 2009: Ansc(r)avallo 2 Pancake Records

Videos
- 2013: At the Movies – live, coloured & unplugged (1996/2013) Eigenverlag